# دیوانه (ام کردی)
«دیوانه (ام کردی)» (به انگلیسی: (You Drive Me) Crazy) تک‌آهنگی از بریتنی اسپیرز است که در ۲۳ اوت ۱۹۹۹ منتشر شد. این تک‌آهنگ در آلبوم ...عزیزم یک بار دیگر (آلبوم) قرار داشت.
این تک‌آهنگ در چارت‌های والونیا در رتبه اول و در چارت‌های فنلاند، سوئد، فرانسه، فلاندرز، آلمان، سوئیس، نیوزلند، نروژ جزو ده ترانه اول قرار گرفت.